# Saltos ornamentais no Campeonato Europeu de Esportes Aquáticos de 2012 - Trampolim 1 m individual masculino
A prova do trampolim 1 m individual masculino dos saltos ornamentais no Campeonato Europeu de Esportes Aquáticos de 2012 foi realizada no dia 16 de maio em Eindhoven nos Países Baixos. 

## Calendário
| Fase       | Data       | Hora  |
| ---------- | ---------- | ----- |
| Preliminar | 16 de maio | 11:00 |
| Final      | 16 de maio | 17:30 |

Todos os horários estão no horário local (UTC+1)

## Medalhistas
| Ouro               | Prata                  | Bronze                |
| Illya Kvasha (UKR) | Evgeny Kuznetsov (RUS) | Matthieu Rosset (FRA) |

## Resultados
Esses foram os resultados da competição.
| Pos.              | Saltador            | Nacionalidade | Preliminar | Preliminar | Final  | Final |
| Pos.              | Saltador            | Nacionalidade | Pontos     | Pos.       | Pontos | Pos.  |
| ----------------- | ------------------- | ------------- | ---------- | ---------- | ------ | ----- |
| Medalha de ouro   | Illya Kvasha        | Ucrânia       | 408.05     | 1          | 430.50 | 1     |
| Medalha de prata  | Evgeny Kuznetsov    | Rússia        | 378.10     | 5          | 412.65 | 2     |
| Medalha de bronze | Matthieu Rosset     | França        | 391.05     | 2          | 403.95 | 3     |
| 4                 | Javier Illana       | Espanha       | 367.50     | 8          | 395.30 | 4     |
| 5                 | Pavlo Rozenberg     | Alemanha      | 361.45     | 10         | 382.45 | 5     |
| 6                 | Yuriy Kunakov       | Rússia        | 377.50     | 6          | 379.20 | 6     |
| 7                 | Oleksiy Pryhorov    | Ucrânia       | 380.70     | 4          | 368.85 | 7     |
| 8                 | Andrzej Rzeszutek   | Polónia       | 365.15     | 9          | 357.05 | 8     |
| 9                 | Giovanni Tocci      | Itália        | 368.40     | 7          | 334.50 | 9     |
| 10                | Youheni Karaliou    | Bielorrússia  | 385.55     | 3          | 308.85 | 10    |
| 11                | Oliver Homuth       | Alemanha      | 355.15     | 11         | 303.75 | 11    |
| 12                | Yorick de Bruijn    | Países Baixos | 349.70     | 12         | 295.00 | 12    |
| 13                | Damien Cely         | França        | 345.10     | 13         |        |       |
| 14                | Stefanos Paparounas | Grécia        | 329.55     | 14         |        |       |
| 15                | Amund Gismervik     | Noruega       | 322.10     | 15         |        |       |
| 16                | Espen Bergslien     | Noruega       | 318.60     | 16         |        |       |
| 17                | Tommaso Rinaldi     | Itália        | 314.55     | 17         |        |       |
| 18                | Constantin Blaha    | Áustria       | 309.15     | 18         |        |       |
| 19                | Artur Cislo         | Polónia       | 295.10     | 19         |        |       |
| 20                | Andrei Pawluk       | Bielorrússia  | 288.60     | 20         |        |       |
| 21                | Andrea Aloisio      | Suíça         | 281.45     | 21         |        |       |
| 22                | Otto Lehtonen       | Finlândia     | 274.90     | 22         |        |       |
| 23                | Tamás Kelemen       | Hungria       | 273.95     | 23         |        |       |
| 24                | Botond Bota         | Hungria       | 257.25     | 24         |        |       |
| 25                | Ramon de Meijer     | Países Baixos | 251.80     | 25         |        |       |
| 26                | Fabian Brandl       | Áustria       | 248.35     | 26         |        |       |